# Hilary Spurling
 Hilary Spurling född 1940, är en brittisk författare och journalist som är mest känd för sina biografier. 
Spurling vann Whitbread Book Awards för sin två-volymers biografi över Henri Matisse 2006. Hon är gift med dramatikern John Spurling och har tre barn och ett barnbarn. 

### Utgivet på svenska
- Den okände Matisse: åren 1869-1908 (2000)

## Priser och utmärkelser
- Duff Cooper prize 1984 för Ivy Compton-Burnett